# Iulia Gareaeva
Iulia Aleksandrovna Gareaeva (în rusă Юлия Александровна Гаряева, născută Komarova; n. 24 mai 1996, Primorsko-Ahtarsk) este o handbalistă din Rusia care evoluează pe postul de intermediar stânga pentru clubul românesc CS Măgura Cisnădie.

## Palmares
- Liga Europeană:
  - Sfertfinalistă: 2021
  - Grupe: 2022
  - Turul 3: 2023

- Cupa EHF:
  - Sfertfinalistă: 2017, 2019
  - Grupe: 2018
  - Turul 3: 2020

- Cupa Cupelor:
  - Turul 3: 2015

- Campionatul Rusiei:
  -  Medalie de bronz: 2017, 2019

- Cupa Rusiei:
  -  Medalie de argint: 2017, 2018
  -  Medalie de bronz: 2016

- Supercupa Rusiei:
  -  Medalie de argint: 2017, 2018